# Stazione di Felsberg
La stazione di Felsberg è una stazione della ferrovia Landquart-Coira-Thusis, gestita dalla Ferrovia Retica, serve il comune di Felsberg.

## Storia
La stazione entrò in funzione nel 1896 al completamento della linea Landquart-Coira-Thusis della Ferrovia Retica.